# Химичев, Борис Петрович
Бори́с Петро́вич Хи́мичев (12 января 1933, Баламутовка, Хмельницкая область — 14 сентября 2014, Москва) — советский и российский актёр театра и кино. Народный артист Российской Федерации (1993).

## Биография
Борис Химичев родился в селе Баламутовка Хмельницкой области Украинской ССР. Мать была учительницей, отец — председателем колхоза. 
После окончания школы Химичев подал документы во Львовский горный институт и был зачислен на факультет разработки нерудных мест. Позже в Киеве он стал студентом радиофизического факультета Киевского государственного университета им. Т. Г. Шевченко. Затем стал обучаться в Театральной студии при Театре имени И. Франко после неудачной попытки поступить в Киевский государственный институт театрального искусства имени И. К. Карпенко-Карого.
В 1964 году окончил Школу-студию МХАТ (руководитель курса — П. В. Массальский).
С 1964 по 1982 год — актёр Московского академического театра имени Владимира Маяковского.
С 1982 по 2014 год — актёр Государственного академического театра имени Моссовета.
В кино Химичев дебютировал ролью поручика Артамонова в детективе «Операция „Трест“». В дальнейшем не раз снимался в детективных лентах, играя там обычно отрицательные роли (например, Николай «Палёный», главарь банды в «Сыщике»), цэрэушник Стивенсон в фильмах «Возвращение резидента», «Конец операции резидент». Но всё же чаще режиссёры приглашали актёра на «костюмные» роли (например, Бриан де Буагильбер, «Баллада о доблестном рыцаре Айвенго»).

Могила Бориса Химичева, Химкинское кладбище

Был сопредседателем Российской партии пенсионеров.
Скончался на 82-м году жизни 14 сентября 2014 года у себя на даче в Москве.
По словам приёмной дочери актёра Елены Дмитриевой, диагноз — неоперабельная опухоль головного мозга — врачи поставили в конце июня 2014 года. От этой болезни он и «сгорел» за два месяца. Похоронен на Химкинском кладбище.

## Личная жизнь
Был женат пять раз. С 1973 по 1982 год состоял в браке с актрисой Татьяной Дорониной, с которой они вместе работали в одном театре. Бо́льшую часть жизни прожил в браке с Галиной Сизовой. Все его официальные браки были бездетными.
Дочь, рождённая вне брака — Дарья Ганичева (род. 13 мая 1989, Москва), носит фамилию матери. Окончила балетную школу и Московскую академию хореографии. Балерина Театра классического балета имени Н. Касаткиной и В. Василёва.

## Театральное творчество, фильмография

#### Московский академический театр имени Владимира Маяковского
Работал в театре с 1964 по 1982 год. Играл в спектаклях:
- «Чайка» (по одноимённой пьесе А. П. Чехова) — Тригорин[9]
- «Да здравствует королева, виват!» — Лестер, любовник королевы

#### Театр имени Моссовета
Служил в театре с 1982 по 2014 год. Играл в спектаклях:
- «Суд над судьями» — генерал Меррин
- «Операция „С Новым годом“» — Стайн
- «Торможение в небесах» — Бареев
- «На бойком месте» — Бессудный
- «Король Лир» — граф Кент
- «Учитель танцев» — Альбериго
- 2014 — «Странная история доктора Джекила и мистера Хайда» (по мотивам повести Роберта Стивенсона и мюзикла Ф. Уайлдхорна и Л. Брикусса «Джекил и Хайд») — генерал Глоссоп[11].

#### Другие театры
- 2011 — рок-сюита «Есенин Сергей» (проект мастерской Игоря Ковалёва; премьера — 24 мая 2011 года во Дворце культуры МИИТа) — чёрный человек.

### Фильмография
- 1967 — Операция «Трест» — Артамонов
- 1968 — Снегурочка — Мизгирь
- 1968 — Шестое июля — телеграфист
- 1969 — Христиане — репортёр
- 1971 — Алые маки Иссык-Куля — Кондрат Кокорев
- 1971 — Слушайте на той стороне (СССР, Монголия) —
- 1972 — Визит вежливости — Веселовский, артист театра
- 1972 — Вид на жительство — охранник игрового клуба
- 1973 — Молчание доктора Ивенса — сотрудник спецслужб
- 1974 — Совесть — Игнатов, полковник КГБ
- 1975 — На ясный огонь — Николай Иванович Касьянов
- 1976 — Аты-баты, шли солдаты… — Юрий Сайко, профессор, сын Ивана Сайко
- 1977 — Если ты уйдёшь —
- 1979 — Молодость с нами — Уральский, муж Шуваловой
- 1979 — Антарктическая повесть — Груздев
- 1979 — Сыщик — Коля «Палёный», уголовник
- 1980 — Идеальный муж — Джабез Кериб
- 1981 — Опасный возраст — Максим Петрович Македонский, профессор (озвучивание — Игорь Дмитриев)
- 1981 — Правда лейтенанта Климова — контр-адмирал, командующий (озвучивание — Игорь Ефимов)
- 1981 — Против течения — Селезнёв
- 1981 — Фронт в тылу врага
- 1981 — Чёрный треугольник — архимандрит Дмитрий
- 1982 — Возвращение резидента — Роберт Стивенсон
- 1982 — Баллада о доблестном рыцаре Айвенго — Бриан де Буагильбер
- 1983 — Без особого риска — Сафонов, полковник
- 1983 — Отцы и дети — Павел Петрович Кирсанов
- 1983 — Пароль — «Отель Регина» — Вадим Иванович Туманов
- 1984 — Двойной обгон — Юрий Маджиев, капитан милиции, инспектор ГАИ
- 1984 — Кто сильнее его — Кирилл Петрович
- 1984 — Первая конная — Павел Васильевич Бахтуров
- 1984 — Семь стихий — Ольховский, учёный
- 1984 — ТАСС уполномочен заявить… — Майкл Вэлш, заместитель директора ЦРУ
- 1985 — Площадь Восстания —
- 1985 — Не имеющий чина — Борис Петрович Карпов, подполковник
- 1985 — Чёрная стрела — Эллис Дэкуорт
- 1985 — Созвездие любви — Гулям-мирза
- 1986 — Выкуп — Джордж Стентон, сенатор
- 1986 — Золотая цепь — Дюрок
- 1986 — Конец операции «Резидент» — Роберт Стивенсон
- 1986 — Михайло Ломоносов — Кнопс
- 1986 — Перехват — Максвелл, сотрудник ЦРУ
- 1986 — Борис Годунов — Мосальский
- 1987 — Гардемарины, вперёд! — князь Черкасский
- 1987 — Живой труп — Стахович, приятель Феди
- 1988 — Приключения Квентина Дорварда, стрелка королевской гвардии — граф де Кревкер
- 1988 — Физики — Иозиф Эйслер / Эйнштейн
- 1990 — Битва трёх королей — Захарий Флюге
- 1990 — Динозавры XX века — Ахмат, хозяин шашлычной
- 1990 — Мышеловка — Меткаф, майор
- 1990 — Рыцарский замок — Зигфрид фон Мей, хозяин замка
- 1990 — Футболист — Теодор Георгиевич («Тэд»)
- 1991 — Ау! Ограбление поезда (За всё надо платить) — Ступак
- 1991 — Губернаторъ — губернатор
- 1991 — Яр — Иванчок
- 1992 — Великий муравьиный путь —
- 1993 — Кодекс молчания 2: След чёрной рыбы — Довиденко, прокурор области
- 1993 — Дафнис и Хлоя — Дионисофан
- 1993 — Желание любви — Сергей Григорьевич Кашперов, помещик
- 1993 — Золотой туман — президент
- 1997 — Сезон охоты — Карпеев
- 1998 — Отражение — Павел Евгеньевич
- 1998 — Князь Юрий Долгорукий — Юрий Долгорукий
- 1999 — Будем знакомы! — Илья Петрович
- 2000 — Золото Югры — Князев, депутат
- 2001 — Дальнобойщики (9-я серия «Дым в лесу») — гуру
- 2001 — Медики — Гусев, профессор
- 2001 — Парижский антиквар
- 2001 — Сыщики — Валерий Лукьянович Кандауров, профессор (серия «Знак Иуды»)
- 2002 — Дронго — «Рябой»
- 2002 — Две судьбы (1 сезон) — Шитов, бывший любовник Надежды Розановой
- 2002 — За тридевять земель — Афанасьев
- 2003 — Баязет — Адам Платонович Пацевич, полковник
- 2003 — Сыщик без лицензии — Рюмин
- 2004 — Надежда уходит последней — Колосов
- 2004 — Близнецы — Иван Григорьевич Грыжин, генерал-майор
- 2004 — Джек-пот для Золушки — Боб
- 2004 — Против течения
- 2004 — Легенда о Кащее, или В поисках тридесятого царства — Святовит
- 2005 — Две судьбы. Голубая кровь (2 сезон) — Шитов, бывший любовник Надежды Розановой
- 2005 — Большое зло и мелкие пакости — Степан Лазаренко, художник
- 2005 — Парижская любовь Кости Гуманкова — Диаматыч
- 2005 — Охота на асфальте — Бурыкин
- 2005 — Форс-мажор — Газовщик
- 2006 — Кто приходит в зимний вечер — Виктор Сергеевич
- 2006 — Последний бронепоезд — железнодорожник
- 2007 — Капкан — Андрей Юрьевич, отец Кати
- 2007 — Одна любовь души моей — Николай Раевский (старший)
- 2007 — Дело чести — Троянов
- 2007 — СМЕРШ — Виктор Семёнович Рыбаков, комендант
- 2008 — Катарсис
- 2008 — На крыше мира — директор театра
- 2009 — Глухарь в кино — Пётр Зинкевич, олигарх
- 2010 — Мент в законе-3 — профессор Сергеев
- 2010 — Прощай коррида! (Украина) —
- 2012 — Хранимые судьбой — Илья Сергеевич Барышев
- 2012 — Совет да любовь — Нариманский
- 2014 — Дом с лилиями — Иван Илларионович Ростопчин, издатель в Лондоне
- 2014 — Последняя коррида
- 2015 — Алхимик. Эликсир Фауста — сэр Адам, Великий магистр, глава Ордена Иллюминатов

### Киножурнал «Ералаш»
- 2003 — Выпуск № 163 (сюжет «Нечистая сила»)[12] — учитель вампира
- 2004 — Выпуск № 179 (сюжет «Подарок Деду Морозу»)[13] — Дед Мороз
- 2013 — Выпуск № 272 (сюжет «Красивые слова»)[14] — дедушка девочки

### Озвучивание
- 2001 — Даун Хаус — Епанчин (роль Юозаса Будрайтиса)
- 2004 — Чудеса в Решетове — Константин К. Бессмертных (роль Нодара Мгалоблишвили)
- 2011 — Возмездие — Шандор Закарий (роль Нодара Мгалоблишвили)

## Признание

### Государственные награды
- 1993 — почётное звание «Народный артист Российской Федерации» — за большие заслуги в области искусства[1].
- 2004 — Орден Почёта — за многолетнюю плодотворную деятельность в области культуры и искусства[15]..